# Réguiny
Réguiny település Franciaországban, Morbihan megyében. Lakosainak száma 1944 fő (2022. január 1.). Réguiny Crédin, Pleugriffet, Radenac, Moréac és Évellys községekkel határos.

## Népesség
A település népessége az elmúlt években az alábbi módon változott:
| Lakosok száma | 1638 | 1695 | 1490 | 1699 | 1896 | 1963 | 1992 | 1964 | 1963 | 1944 |
|               | 1968 | 1982 | 1990 | 2006 | 2013 | 2015 | 2017 | 2019 | 2020 | 2022 |